# Komunistyczna Partia Syrii
Komunistyczna Partia Syrii – syryjska komunistyczna partia polityczna, jedna z kontynuatorek utworzonej w 1924 Libańskiej Partii Ludowej, od 1925 do 1928 działającej jako Komunistyczna Partia Syrii i Libanu. Jedna z najstarszych partii komunistycznych w świecie arabskim.
Partia została utworzona przez grupę sympatyzujących z komunizmem robotniczych działaczy z Bejrutu, którym przewodzili Jusuf Ibrahim Jazbak oraz Fu’ad asz-Szamali. Nielegalnie powstała w 1924, rok później otrzymała zgodę na prowadzenie publicznej działalności, jednak po kilku miesiącach została zdelegalizowana, a jej przywódcy trafili do więzień. Po amnestii powszechnej ogłoszonej przez francuskie władze mandatowe przystąpili do odbudowywania struktur organizacji. Do 1939 Komunistyczna Partia Syrii przedstawiała program łączący postulaty walki o niepodległość Syrii z żądaniami reform społecznych w duchu socjalistycznym. W 1939 została zdelegalizowana ponownie; wznowić działalność mogła w 1942. Przedstawiła wówczas znacznie bardziej umiarkowany program, w którym najważniejsze były hasła niepodległościowe, a od socjalizmu publicznie się odżegnywano.
Po uzyskaniu niepodległości przez Syrię Komunistyczna Partia Syrii na krótko straciła popularność w związku ze swoim stanowiskiem w kwestii Izraela (poparła podział Palestyny na państwa żydowskie i muzułmańskie), jednak w latach 1953–1957 systematycznie zwiększała bazę swoich sympatyków. W obawie przed nadmiernym wzrostem jej znaczenia elity polityczne Syrii – zarówno starsze partie konserwatywne, jak i szybko rosnąca w siłę względnie lewicowa partia Baas – zdecydowały o zawarciu unii z Egiptem w 1958. W tak powstałej Zjednoczonej Republice Arabskiej działacze Komunistycznej Partii Syrii zostali poddani prześladowaniom. Po zerwaniu unii w 1961 komuniści syryjscy nie odzyskali już dawnego znaczenia.
Komunistyczna Partia Syrii negatywnie odniosła się do przejęcia władzy przez partię Baas w 1963, następnie jednak, zgodnie z instrukcjami z Moskwy, uznała ją za siłę postępową. Baasiści nie ufali jednak komunistom; aby przekonać do siebie ZSRR, podjęli współpracę z Komunistyczną Partią Syrii jedynie w symbolicznym zakresie. Gdy w 1972 Hafiz al-Asad postanowił zastąpić system monopartyjny ściśle kontrolowanym pluralizmem partii względnie lewicowych, Komunistyczna Partia Syrii została zaproszona do udziału w Narodowym Froncie Postępu. Faktycznie jednak władza w kraju nadal należała do al-Asada, jej podporą była partia Baas, zaś możliwości działania komunistów pozostawały ściśle ograniczone. Na początku XXI wieku poparcie dla nich w Syrii jest stosunkowo nieduże (oficjalnych danych brakuje).
Najważniejszym przywódcą i ideologiem partii był Chalid Bakdasz, który kierował nią od 1932 do śmierci w 1995.

## Historia

### Komunistyczna Partia Syrii i Libanu
Komunistyczna Partia Syrii jest następczynią Libańskiej Partii Ludowej, a następnie Komunistycznej Partii Syrii i Libanu. Libańska Partia Ludowa została utworzona w 1924 w Bejrucie przez Jusufa Ibrahima Jazbaka, Fu’ada asz-Szamalego, Farida Tumę, Butrusa Hiszimę i Iliasa Kaszamiego. Większość jej twórców była robotnikami. Jako pierwsza w historii arabska partia polityczna przyjęła jako swoją ideologię komunizm, chociaż, jak później przyznawał sam Jazbak, żaden z jej twórców nie znał dobrze teorii marksistowskiej ani nie czytał podstawowych tekstów Marksa czy Lenina. Przez pierwsze miesiące swojego istnienia partia zajmowała się tworzeniem struktur, w zakresie pozyskiwania członków odniosła duży sukces, gdy całościowy przystąpił do niej ogólnokrajowy związek zawodowy robotników przemysłu tytoniowego. Licencję na legalne działanie Libańska Partia Ludowa otrzymała rok po utworzeniu. Pozwoliło jej to na przeprowadzenie w Bejrucie publicznych obchodów 1 maja i zaprezentowanie swojego programu, który opierał się na żądaniach wprowadzenia podstawowych zabezpieczeń socjalnych, wprowadzenia ustawowego zakazu pracy nocnej, wprowadzenia ośmiogodzinnego dnia pracy i płacy minimalnej. W maju 1925 partia zaczęła wydawać pismo „Ludzkość”, nazwane tak na wzór organu Francuskiej Partii Komunistycznej. Podczas obchodów święta partia nawiązała kontakt z ormiańską Ligą Spartakusowską, podjęto również decyzję o zjednoczeniu obydwu organizacji i utworzeniu Komunistycznej Partii Syrii i Libanu.
Już w czerwcu 1925 francuskie władze mandatowe nakazały zamknięcie partyjnej gazety (do tego czasu wyszło pięć numerów) i poleciły aresztowanie liderów partii. Mimo to w lipcu 1925 partia zdołała nielegalnie wydać broszurę w językach arabskim, francuskim i ormiańskim, wzywającą do udziału w powstaniu antyfrancuskim. Zawierała ona również apel do francuskich żołnierzy o nietłumienie rewolty. W broszurze wymieniono nazwę partii i zapowiedziano, że w porozumieniu z międzynarodowym ruchem robotniczym będzie wspierać wielką syryjską rewolucję. Wcześniej, w grudniu 1925, Komunistyczna Partia Syrii i Libanu odbyła swoją pierwszą konferencję, która odbyła się nielegalnie, w konspiracyjnych warunkach. W tym czasie część twórców partii znalazła się już we francuskim więzieniu. W styczniu 1926 jako ostatni aresztowany został Jazbak, który w poprzednich miesiącach przebywał we Francji. Uwięzienie pierwszych syryjskich i libańskich komunistów sprawiło, że partia przestała działać.
Działacze komunistyczni zostali zwolnieni z więzienia na mocy amnestii powszechnej w 1928 i przystąpili do odbudowy organizacji. Jej sekretarzem generalnym został asz-Szamali. W lipcu tego samego roku wziął on udział w kongresie Kominternu, na którym partia otrzymała status pełnoprawnej sekcji. Wtedy również nadano jej nazwę Komunistycznej Partii Syrii.

### Działalność w Syrii pod panowaniem francuskim
W 1930 Komunistyczna Partia Syrii przeniosła swoją siedzibę do Damaszku. Publicznie ogłosiła wznowienie działalności w kwietniu 1930. W kongresie partyjnym w tym roku wzięło udział 36 delegatów. Swój program oparła na czterech hasłach: odrzucenia podziału na Syrię i Liban, odrzucenia wszelkich projektów konstytucji przewidującej zależność Syrii od Francji, zwołaniu demokratycznego kongresu pracujących Syrii, potępieniu działań Bloku Narodowego. Głosiła również sekularyzację i demokratyzację życia politycznego, wolność prasy, bezpłatną edukację publiczną, wprowadzenie progresywnego opodatkowania, wprowadzenie kontroli państwa nad gospodarką, w tym wspieranie rozwoju rolnictwa i przemysłu w Libanie. Partia aktywna była przede wszystkim wśród robotników. Zachowała dawną pozycję w związku zawodowym robotników przemysłu tytoniowego, zorganizowała również zrzeszenia robotników transportu, przemysłu naftowego oraz portów. W lipcu 1931 kontrolowane przez komunistów związki przeprowadziły udany protest przeciwko podwyżce cen elektryczności i biletów tramwajowych, co zachęciło kolejnych robotników do przyłączania się do zrzeszeń.
W 1931 Komunistyczna Partia Syrii wydała drukiem swoją broszurę programową. Zawarła w niej następujące postulaty:
- wyzwolenia Syrii spod obcego panowania, utworzenia jednolitego państwa syryjskiego,
- wolności prasy, zwolnienia więźniów politycznych,
- poprawy sytuacji robotników: wprowadzenia płacy minimalnej, prawnych regulacji dotyczących długości dnia pracy i warunków pracy
- poprawy sytuacji chłopów: obniżenia podatków dla najuboższych, zakazania pracy przymusowej, umorzenia długów i zakazania stosowania kary więzienia za długi w przypadku uboższych chłopów, nacjonalizacji źródeł wody, reformy rolnej
- zrównania kobiet w prawach z mężczyznami, wprowadzenia zakazu ograniczeń w dopuszczaniu kobiet do pracy zawodowej, przymuszania do małżeństwa, zasłaniania twarzy, udzielenie kobietom pracującym prawa do urlopu macierzyńskiego
- ustanowienia powszechnego systemu edukacji, wprowadzenie zakazu pracy dzieci poniżej 15 roku życia, ograniczenie zatrudniania nieletnich między 15 a 18 rokiem życia, umożliwienie nieletnim pracownikom zrzeszania się w związkach zawodowych
- wprowadzenie progresywnego systemu opodatkowania, utworzenie publicznego systemu opieki zdrowotnej, likwidacja systemu mandatowego, równouprawnienie wyznań,
- utworzenie zjednoczonego frontu Arabów przeciwko imperializmowi, budowanie sojuszów robotniczo-chłopskich w różnych krajach arabskich, walka przeciwko kolonializmowi[6].

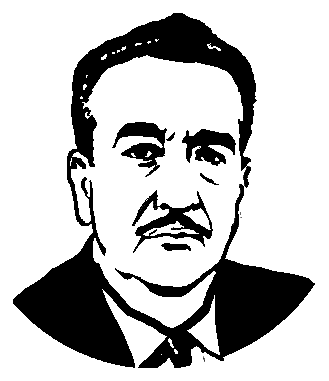
Chalid Bakdasz, wieloletni sekretarz generalny Komunistycznej Partii Syrii

W ciągu kolejnych dwóch lat partia pozyskała znaczącą liczbę sympatyków w Damaszku, Aleppo i Trypolisie, w tym wielu młodych ludzi. Pod wpływem instrukcji Kominternu przeprowadzono w tym czasie również arabizację kierownictwa partyjnego. Wyjątkiem była tylko obsada stanowiska sekretarza generalnego. Objął je Chalid Bakdasz, jeden z działaczy, którzy wstąpili do partii na początku lat 30., Kurd z pochodzenia. Bakdasz uzyskał stanowisko sekretarza po tym, gdy poprzez intrygę doprowadził do usunięcia ze stanowiska asz-Szamalego, którego fałszywie oskarżył o współpracę z policją.
W latach 1932–1936 partia podjęła szeroko zakrojoną działalność agitacyjną wśród inteligencji. W 1934 Salim Hajata redagował pismo „Ad-Duhur”, które było ważną platformą dyskusji politycznej i ideologicznej w kraju, dopóki, po publikacji dziesięciu numerów, nie zostało zdelegalizowane. Również w 1934 partia zorganizowała w Zahli Kongres Narodowego Wyzwolenia Arabów, na którym wezwała do utworzenia federacyjnego państwa wszystkich Arabów, walki z imperializmem i syjonizmem, rozumianym jako zjawisko polityczne, nie zaś z narodem żydowskim. Od 1936 partia wydawała kolejne pismo, „At-Tali'a”, adresowane głównie do inteligencji, na łamach którego poddawano surowej krytyce kapitalizm. W końcu lat 30. partia zaczęła również głosić poglądy antyfaszystowskie. Od 1936, gdy zwycięstwo wyborcze we Francji odniósł Front Ludowy, syryjskie organizacje polityczne mogły działać o wiele swobodniej, niż w ciągu poprzednich kilkunastu lat. Dotyczyło to również komunistów syryjskich, którzy nawiązali oficjalną współpracę z Francuską Partią Komunistyczną, zaczęli przyjmować od niej pomoc finansową, zaś od 1937 po raz kolejny wydawali adresowaną do robotników gazetę Saut asz-Szab. Na jej łamach ogłoszono poparcie dla rządów Frontu Ludowego we Francji. Nawet po upadku Frontu, do wybuchu II wojny światowej Komunistyczna Partia Syrii stała na stanowisku, że Syria powinna utrzymywać dobre stosunki z Francją, gdyż tylko w ten sposób mogłaby w końcu uzyskać od niej zgodę na niepodległość (na warunkach wynegocjowanych w 1936 przez delegację Bloku Narodowego z rządem Frontu Ludowego). Od 1937 Syryjską Partią Komunistyczną kierował jednoosobowo Chalid Bakdasz, który obsadził najważniejsze stanowiska swoimi zwolennikami. Bakdasz, który spędził poprzednie lata w ZSRR, gdzie studiował na Komunistycznym Uniwersytecie Pracujących Wschodu, naśladował stalinowski model partyjny.
W 1939 francuskie władze Syrii zamknęły „Saut asz-Szab”, a następnie zdelegalizowały również Komunistyczną Partię Syrii (podobny los spotkał Francuską Partię Komunistyczną i jej gazetę we Francji). W ciągu kolejnych dwóch lat aresztowano większość jej czołowych działaczy, poza Bakdaszem. „Saut sz-Szab” zaczął wychodzić ponownie od 1942. Wtedy też partia została ponownie zalegalizowana. Odzyskawszy możliwość swobodnego funkcjonowania, Syryjska Partia Komunistyczna ogłosiła zdecydowanie bardziej umiarkowany program, niż do tej pory. W 1943, przed wyborami parlamentarnymi, Chalid Bakdasz publicznie zadeklarował, że jego formacja nie miała zamiaru ustanawiać w Syrii socjalizmu, żądać nacjonalizacji przemysłu ani rolnictwa, a jedynie domagała się pewnych reform łagodzących trudną sytuację najuboższych. Bakdasz starał się również, by Komunistyczna Partia Syrii mogła wejść do koalicji tworzącej Blok Narodowy. Mimo to wybory parlamentarne w 1943 zakończyły się dla partii niepowodzeniem; żaden jej kandydat nie zdobył mandatu. Partia określała się jako formacja „jedności narodowej”, dążąca przede wszystkim do wyzwolenia narodowego Syryjczyków. W Syrii wybory wygrał Blok Narodowy, a jego lider Szukri al-Kuwatli został następnie wybrany na prezydenta.
Po wyborach i po rozwiązaniu Kominternu, na przełomie lat 1943 i 1944 Komunistyczna Partia Syrii zorganizowała swój kongres, na którym, na wniosek Bakdasza, zdecydowano o podziale organizacji i utworzeniu osobnych formacji w Syrii i w Libanie. Uzasadniano to innymi realiami politycznymi w niepodległym Libanie oraz funkcjonującą wśród tamtejszych elit politycznych obawą przed syryjską dominacją. W programie politycznym Komunistycznej Partii Syrii po podziale znalazły się następujące postulaty:
- niepodległość Syrii,
- demokracja i ustrój republikański w Syrii,
- walka o wyzwolenie narodowe Arabów, wzmocnienie więzi między poszczególnymi narodami arabskimi,
- wzmocnienie związków kulturalnych i gospodarczych między Syrią i innymi państwami arabskimi,
- objęcie kontrolą rządu syryjskiego działających w kraju zagranicznych instytucji,
- równouprawnienie obywateli Syrii niezależnie od wyznania
- wolność wyznania, prasy, sumienia, słowa, zgromadzeń, tworzenia organizacji politycznych,
- rozwój państwowego systemu oświaty, promowanie tożsamości arabskiej poprzez prezentowanie dorobku kulturalnego i intelektualnego Arabów, promowanie kultury fizycznej,
- poprawa statusu społecznego nauczycieli, naukowców, artystów, intelektualistów,
- utworzenie sieci bezpłatnych publicznych szkół miejskich i wiejskich, wprowadzenie obowiązku szkolnego na poziomie szkoły podstawowej,
- utworzenie systemu służby zdrowia dostępnego dla najuboższych,
- ochrona rodzin, poprawa statusu kobiet, zapewnienie bezpłatnej opieki medycznej matkom i dzieciom,
- wspieranie drobnych producentów,
- walka z bezrobociem i ubóstwem,
- wprowadzenie do obowiązującego prawa regulacji chroniących pracowników,
- poprawa sytuacji i podniesienie wynagrodzeń zarówno urzędników państwowych, jak i zatrudnionych w sektorze prywatnym,
- wypracowanie sprawiedliwego systemu opodatkowania[12].

Z dokumentów partyjnych usunięto natychmiast jakiekolwiek odniesienia do terminologii marksistowskiej i leninowskiej (walka klas, partia jako awangarda rewolucyjna) oraz żądania radykalnych reform społecznych (reformy rolnej, likwidacji instytucji feudalnych). Według Bakdasza, który całkowicie kontrolował działalność partii, niewłaściwe byłoby nawet posługiwanie się słowem socjalizm, gdyż na danym etapie gospodarczego rozwoju Syria i tak nie mogłaby go budować.
Partia poparła niepodległość Syrii i po ostatecznym wycofaniu się z niej wojsk francuskich w 1946 udzieliła wsparcia prezydentowi Szukriemu al-Kuwatlemu i rządowi Bloku Narodowego. Wezwała również do tego, by polityka niepodległej Syrii nie była inspirowana przez żadne z mocarstw, lecz by odpowiadała interesom Arabów. W końcu lat 40. XX wieku obie blisko współpracujące ze sobą partie komunistyczne - syryjska i libańska miały łącznie 18 tys. członków i 30 tys. sympatyków zrzeszonych w organizacjach robotniczych. W Syrii robotników przemysłowych było niewielu, jednak dzięki pochodzeniu Chalida Bakdasza, potomka szanowanej w Damaszku rodziny o kurdyjskich korzeniach partia mogła liczyć na pewne poparcie ze strony Kurdów i części mieszkańców stolicy niezależnie od aktualnie głoszonego programu. Sympatyczkami Komunistycznej Partii Syrii często były również kobiety, do których przemawiały hasła emancypacyjne. Równocześnie wielu sympatyków Komunistycznej Partii Syrii o kurdyjskim pochodzeniu sympatyzowało równocześnie z nacjonalizmem kurdyjskim, co zniechęcało do komunistów część Arabów.

## W niepodległej Syrii

### 1946-1958
Poważny kryzys w Komunistycznej Partii Syrii nastąpił po utworzeniu Izraela. Początkowo partia sprzeciwiała się podziałowi Palestyny, jednak gdy Związek Radziecki poparł takie rozwiązanie, analogiczne stanowisko narzucił w organizacji Chalid Bakdasz, chociaż wielu jego bliskich współpracowników nie uważała tej decyzji za słuszną. Postawa komunistów została bardzo źle odebrana przez Syryjczyków, którzy w większości byli przeciwni tworzeniu państwa żydowskiego w Palestynie. Siedziba partii w Damaszku została spalona w dniu, gdy w ONZ odbywało się głosowanie w sprawie podziału Palestyny. W organizacji w 1948 pozostało kilkuset członków. Mimo tak znaczącego osłabienia, po zamachu stanu Husniego az-Za’ima Komunistyczna Partii Syrii znalazła się wśród organizacji prześladowanych przez władze wojskowe. Władze organizacji przeniosły się ponownie do Bejrutu. Zdecydowano również połączyć ponownie partie syryjską i libańską. Sekretarzem generalnym pozostał Bakdasz.
Po kolejnym zamachu stanu w Syrii, przeprowadzonym w sierpniu 1949 przez Samiego al-Hinnawiego, Komunistyczna Partia Syrii nadal pozostawała nielegalna. Prześladowania komunistów prowadził również Adib asz-Sziszakli, który objął władzę w kraju po kolejnym przewrocie i zachował ją do lutego 1954. Wydarzenia te skłoniły Bakdasza do kolejnego całkowitego przewartościowania partyjnej strategii i programu. Kierownictwo partii stwierdziło, że dotychczasowe niepowodzenia wynikały z faktu, że organizacja nie stosowała się do „stalinowskich zasad organizacji”, które odtąd miały być bezwzględnie wdrażane. Partia nie miała już wchodzić w żadne sojusze z partiami „burżuazyjnymi” i demaskować konkurencyjne organizacje lewicowe (Arabską Partię Socjalistyczną Akrama al-Hauraniego, partię Baas) jako socjalistyczne tylko z nazwy. Bazą społeczną komunistów syryjskich mieli stać się ubodzy chłopi oraz robotnicy. Nowe dokumenty programowe partii w żaden sposób nie odnosiły się do bieżących problemów świata arabskiego (nawet do kwestii palestyńskiej), podkreślały natomiast kwestie klasowe i konieczność całkowitej lojalności wobec ZSRR i Stalina.
W lipcu 1953 Komunistyczna Partia Syrii przyłączyła się do koalicji lewicowych partii przeciwko dyktatorze asz-Sziszaklego. W kolejnych wyborach parlamentarnych w 1954 partia zdobyła jeden mandat - z okręgu damasceńskiego wybrany został Chalid Bakdasz, na którego ponownie głosowali głównie ubodzy Kurdowie żyjący w stolicy. Był to pierwszy w historii przypadek, gdy w kraju arabskim do parlamentu wybrany został komunista. W zmienionej sytuacji politycznej Komunistyczna Partia Syrii ponownie zrewidowała swój program. Uznała, że wybory odbyły się w atmosferze wolności niespotykanej w innych krajach arabskich i pozwoliły na wejście do parlamentu wielu deputowanym o poglądach postępowych. W tej sytuacji zasadne było jednoczenie sił przez różne organizacje lewicowe, by wspólnie walczyć z imperializmem, feudalizmem i reakcją. Chalid Bakdasz w parlamencie okazał się zręcznym politykiem i odgrywał znaczną rolę w bloku utworzonym przez lewicowych polityków. Komuniści współorganizowali w kraju demonstracje antyamerykańskie.
W 1956 Komunistyczna Partia Syrii i Libanu skierowała swoich przedstawicieli na XX kongres KPZR. Pod wpływem ogłoszonych na nim przez Nikitę Chruszczowa zmian zmodyfikowano również program partii, rozróżniając postulaty dla Libanu i dla Syrii. W tym drugim kraju partia miała zająć się przede wszystkim walką o umocnienie niepodległości kraju, wdrażaniem szeroko zakrojonych reform drogą parlamentarną, utworzeniem podstaw dla stworzenia trwałej koalicji organizacji postępowych. Komunistyczna Partia Syrii znalazła w tym okresie sympatyków także w armii. Byli wśród nich gen. Afif al-Bizri, w latach 1957-1959 szef sztabu armii syryjskiej oraz Abd al-Hamid as-Sarradż, kierujący wywiadem wojskowym.

### Zjednoczona Republika Arabska1958-1961
Fakt, iż partia komunistyczna miała coraz więcej zwolenników, niepokoił inne lewicowe formacje, jak również starsze, konserwatywne partie syryjskie (Partię Narodową oraz Partię Ludową). W związku z tym elity polityczne Syrii podchwyciły głoszone przez prezydenta Egiptu Gamala Abdel Nasera hasło integracji krajów arabskich - w pierwszej kolejności Syrii i Egiptu. Syryjskich przywódców do podjęcia negocjacji w tej sprawie skłoniła nadto niepewna sytuacja międzynarodowa kraju – ponawiane próby włączenia Syrii do Paktu Bagdadzkiego, doktryna Eisenhowera, wrażenie wywołane interwencją brytyjsko-francuską w czasie kryzysu sueskiego.
W utworzonej na początku 1958 Zjednoczonej Republice Arabskiej Komunistyczna Partia Syrii nie mogła legalnie działać. Nie życzył sobie tego Gamal Abdel Naser, który zdecydował, że w ZRA, podobnie jak po rewolucji w Egipcie, jedyną legalną partią będzie rządowa Unia Narodowa. Chociaż decyzja ta przyniosła straty wszystkim syryjskim partiom, w dłuższej perspektywie największe ponieśli komuniści. Nigdy nie odzyskali oni dotychczasowego znaczenia. Komuniści bez powodzenia sprzeciwiali się zarówno decyzji o likwidacji partii, jak i samej idei unijnej. Stali na stanowisku, że Syria była krajem lepiej rozwiniętym gospodarczo i posiadała bardziej ugruntowany system demokratyczny, nie było zatem potrzeby łączenia się z Egiptem. Podnosili ponadto, że unia oznaczałaby rezygnację z aspiracji do przewodzenia postępowym ruchom w świecie arabskim. Bakdasz był również osobiście niechętny Abdel Naserowi, który go nie cenił. Przez cały okres istnienia ZRA działacze Komunistycznej Partii Syrii z emigracji domagali się ustanowienia w republice demokracji, swobody działania organizacji politycznych i prasy, surowo krytykowali postępowanie naserowskiego rządu. W Syrii pozostał jedynie Faradż Allah al-Hulu, który w 1959 został aresztowany przez wywiad wojskowy i zmarł po torturach. Jako wzór socjalistycznych przemian w państwie arabskim partia przedstawiała natomiast rewolucyjny Irak rządzony przez Abd al-Karima Kasima.
Unia Egiptu i Syrii okazała się rozczarowaniem nawet dla tych syryjskich polityków, który optowali za jej ustanowieniem. W 1961 wojskowi pod dowództwem Abd al-Karima an-Nahlawiego przeprowadzili zamach stanu, po którym unia została zerwana. Wydarzenie to syryjscy komuniści przyjęli z entuzjazmem. Podkreślali, że od samego początku byli przeciwnikami „naserowskiej dyktatury”, teraz zaś powinien zostać utworzony rząd jednoczący wszystkie antyimperialistyczne, narodowe i demokratyczne siły.

### Pod rządami partii Baas 1963-1970
8 marca 1963 r. oficerowie tworzący tajny Komitet Wojskowy partii Baas oraz pozyskani przez nich do współpracy wojskowi o przekonaniach naserowskich przeprowadzili zamach stanu. Prezydent Nazim al-Kudsi i rząd zostali obaleni, a władzę w kraju przejęła Narodowa Rada Dowództwa Rewolucji. Najważniejsze decyzje podejmowali jednak, poza posiedzeniami rady, członkowie Komitetu Wojskowego, przede wszystkim jego liderzy Muhammad Umran, Salah Dżadid i Hafiz al-Asad. Komunistyczna Partia Syrii była przez pierwszy rok rządów Baas bardzo krytycznie do nich nastawiona, chociaż już w końcu r. 1963 niektórzy radzieccy ideolodzy byli skłonni dostrzegać w partii Baas, a właściwie jej lewicowym skrzydle, któremu przewodził Dżadid, siłę godną poparcia. W czerwcu 1964, po wizycie Nikity Chruszczowa w Egipcie, podczas której radziecki przywódca chwalił „pozytywne zmiany” w polityce Abdel Nasera, syryjscy komuniści zmienili swoje stanowisko, ponownie naśladując postawę ZSRR. Stwierdzili, że mimo licznych problemów, jakie pojawiły się za rządów partii Baas, w okresie tym wdrożono również wiele reform społecznych, na czele z reformą rolną, upaństwowieniem przemysłu i wprowadzenie praw chroniących pracowników.
Po tej deklaracji partia Baas częściowo poprawiła relacje z komunistami, chociaż nadal nie mogli oni legalnie działać - prawo to po przewrocie zarezerwowano dla partii Baas. Chalid Bakdasz pozostawał nadal na emigracji w krajach wschodnioeuropejskich, jedynie sporadycznie przyjeżdżał do Libanu. Sytuacja ta częściowo zmieniła się dopiero po tym, gdy drogą nowego przewrotu radykalne skrzydło partii Baas odsunęło od władzy frakcję bardziej umiarkowaną. Aby przekonać do siebie ZSRR, którego elity nadal nieufnie odnosiły się do baasistów, Salah Dżadid zgodził się na powrót Bakdasza (zabraniając mu jednak publicznych wystąpień) i doprowadził do nominowania komunisty Samiha Attijji na ministra komunikacji. Były to jednak gesty symboliczne, gdyż Dżadid nie zamierzał kopiować w Syrii wszystkich radzieckich rozwiązań, nieufnie podchodził zarówno do marksizmu, jak i, personalnie, do komunistów syryjskich. Mimo to w walce o władzę, jaka od 1968 toczyła się między Dżadidem a Hafizem al-Asadem komuniści popierali początkowo tego pierwszego i jego radykalną frakcję. Zmienili stanowisko na początku 1970, po wizycie Bakdasza w Moskwie. Zgodnie z otrzymanymi tam wytycznymi Komunistyczna Partia Syrii przestała angażować się w rywalizację syryjskich przywódców i nie przeciwstawiła się zamachowi stanu, jaki przeprowadził w listopadzie 1970 al-Asad.

### Pod rządami Hafiza al-Asada i Baszszara al-Asada
Po przewrocie Hafiza al-Asada Komunistyczna Partia Syrii odzyskała możliwość legalnego funkcjonowania. Zachowując autorytarne rządy partii Baas, oficjalnie dążącej do budowy socjalizmu, al-Asad utworzył w kraju instytucje fasadowego pluralizmu, dopuszczając do działania na ograniczoną skalę inne partie lewicowe. Na dopuszczenie komunistów do współrządzenia krajem nalegała Moskwa. Chalid Bakdasz najpierw stanął na czele frakcji komunistycznej w partii Baas, zaś w 1972 jego partia, ponownie jako samodzielna organizacja, weszła do Narodowego Frontu Postępu - koalicji lewicowych partii pod egidą partii Baas. Część działaczy partyjnych, na czele z Rijadem at-Turkiem, oprotestowała tę decyzję sekretarza generalnego. W 1973 at-Turk został wykluczony z partii. Rozłam okazał się definitywny po wojnie Jom Kipur, gdy Bakdasz zaakceptował syryjsko-izraelskie zawieszenie broni, zaś at-Turk uznał je za niedopuszczalne. At-Turk stanął na czele osobnej organizacji, która przyjęła nazwę Komitetu Centralnego Komunistycznej Partii Syrii i pozostawała w opozycji do rządów al-Asada. Dopuszczając komunistów do Narodowego Frontu Postępu, partia Baas zabroniła im agitacji na terenie uniwersytetów i jednostek wojskowych, wydawania publikacji nieautoryzowanych przez kierownictwo partii Baas oraz organizowania własnych wieców. Hafiz al-Asad jeszcze kilkakrotnie nakazywał aresztowania działaczy komunistycznych, gdy obawiał się, że mogą oni zagrażać państwu. Tak stało się w 1978 po rewolucji kwietniowej w Afganistanie i po wydarzeniach w Jemenie. Równocześnie Komunistyczna Partia Syrii mogła do pewnego stopnia komentować, także krytycznie, politykę partii Baas. Związek Radziecki nie ingerował w relacje obu ugrupowań.
Linia polityczna partii po 1970 nie była całkowicie zgodna ze wskazaniami Moskwy. Wbrew instrukcjom Komunistyczna Partia Syrii opowiadała się za kontynuowaniem walki zbrojnej z Izraelem aż do jego zniszczenia, była również skłonna poprzeć zjednoczenie Syrii, Egiptu, Libii, Sudanu i Iraku. Politycy radzieccy uważali również, że syryjscy komuniści zbyt wiele miejsca poświęcali problemowi palestyńskiemu.
Na czele partii stał do śmierci Bakdasz, a po jego śmierci w 1995 jego żona Wisal Farha Bakdasz. Poparcie dla partii należących do Narodowego Frontu Postępu, innych niż partia Baas, nie jest upubliczniane, jednak najprawdopodobniej jest ono bardzo niskie.